# Hindlingen
Hindlingen is een gemeente in het Franse departement Haut-Rhin in de regio Grand Est en telt 432 inwoners (1999). De plaats maakt deel uit van het arrondissement Altkirch.

## Geschiedenis
De gemeente maakte deel uit van het kanton Hirsingue tot dit op 22 maart 2015 werd opgeheven en Hindlingen werd opgenomen in het kanton Masevaux, dat op 24 februari hernoemd werd naar het kanton Masevaux-Niederbruck.

## Geografie
De oppervlakte van Hindlingen bedraagt 8,0 km², de bevolkingsdichtheid is 54,0 inwoners per km².
De onderstaande kaart toont de ligging van Hindlingen met de belangrijkste infrastructuur en aangrenzende gemeenten.

## Demografie
Onderstaande figuur toont het verloop van het inwonertal (bron: INSEE-tellingen).